# Малое Гороховище
Ма́лое Горо́ховище (бел. Мало́е Гаро́хавішча), в русской транслитерации также используется вариант Ма́лые Горо́ховищи — деревня в составе Добринёвского сельсовета Дзержинского района Минской области Беларуси. Деревня расположена в 25 километрах от Дзержинска, 30 километрах от Минска и 23 километрах от железнодорожной станции Фаниполь.

## История
Деревня известна со второй половины XIX века, находилась в Станьковской волости Минского уезда Минской губернии. В 1870 году в деревне проживали 27 жителей мужского пола. В 1897 году, по данным первой всероссийской переписи в селе — 13 дворов, 109 жителей, действовала ветряная мельница, на односелии — 1 двор, 16 жителей. В 1917 году — 22 двора, 155 жителей. 
9 марта 1918 года в составе провозглашённой Белорусской Народной Республики, однако фактически находилась под контролем германской военной администрации. С 1 января 1919 года в составе Советской Социалистической Республики Белоруссия, а с 27 февраля того же года в составе Литовско-Белорусской ССР, летом 1919 года деревня была занята польскими войсками, после подписания рижского мира — в составе Белорусской ССР.
С 20 августа 1924 года в составе Добринёвского сельсовета Койдановского района Минского округа. 15 марта 1932 года Койдановский район преобразован в Койдановский польский национальный район, который 26 июня был переименован в Дзержинский.  31 июля 1937 года Дзержинский национальный полрайон был упразднён, деревня Гороховище перешла в состав Минского района Минского округа, с 20 февраля 1938 года — в составе Минской области. 4 февраля 1939 года Дзержинский район был восстановлен. В 1926 году, по данным первой всесоюзной переписи в деревне проживали 88 жителей, насчитывалось 16 дворов. В 1930 году был организован колхоз им. Молотова, который обслуживала Фанипольская МТС.
В Великую Отечественную войну с 28 июня 1941 года до 7 июля 1944 года под немецко-фашистской оккупацией. В 1960 году насчитывалось 27 жителей, входила в состав совхоза им. Марата Казея. В 1991 году — 7 хозяйств, 14 жителей. 
По состоянию на 2009 год в составе ОАО «Правда-Агро» (центр — д. Боровики).

## Население
| Численность населения (по годам) | Численность населения (по годам) | Численность населения (по годам) | Численность населения (по годам) | Численность населения (по годам) | Численность населения (по годам) | Численность населения (по годам) | Численность населения (по годам) |
| 1897                             | 1917                             | 1926                             | 1960                             | 1991                             | 2004                             | 2009                             | 2017                             |
| -------------------------------- | -------------------------------- | -------------------------------- | -------------------------------- | -------------------------------- | -------------------------------- | -------------------------------- | -------------------------------- |
| 125                              | ↗ 155                            | ↘ 88                             | ↘ 27                             | ↘ 14                             | ↘ 1                              | ↗ 2                              | ↘ 1                              |
| 2018                             | 2020                             | 2022                             |                                  |                                  |                                  |                                  |                                  |
| → 1                              | ↗ 2                              | ↘ 1                              |                                  |                                  |                                  |                                  |                                  |

## Достопримечательности
- В центре деревни расположена братская могила партизан. В могиле погребены 2 партизана, которые погибли в боях против немецко-фашистских захватчиков в 1943 году. В 1967 году на могиле установлена одна мемориальная плита[8].